# 穴の男
穴の男（あなのおとこ、英語: Man of the Hole、ポルトガル語: índio do buraco〈インディオ・ド・ブラコ〉、1960年頃  - 2022年7月頃）は、ブラジル・ロンドニア州のアマゾン熱帯雨林内にあるタナル先住民地区に居住していた、未接触部族の男性。
名前や使用する言語、部族名は判明しておらず、1970年代から1990年代まで発生した先住民虐殺により部族の構成員を失い、1人生き残ったとされる。1996年にブラジル国立先住民保護財団が接触を試みるも孤立し、以後狩猟や採集をして生活していた。組んだ家から移る際、また動物を狩ったり身を隠すなどの用途で、深い穴を掘ることから、『穴の男』という名前がついた。

## 死亡
2022年8月23日、国立先住民保護財団職員がハンモックに横たわったまま死亡した氏を発見した。推定60歳ほどと見られ、7月になくなったとされる。死因の調査のため州都ポルト・ヴェーリョに運搬された。8月27日、先住民研究者のマルセロ・ドス・サントスは、氏の遺体は元の土地に埋葬されるべきと主張し、先住民権利団体もこの意見を支持した。